# اسقف‌نشین وایوتس‌جور
اسقف‌نشین وایوتس‌جور (ارمنی: Վայոց Ձորի թեմ Vayots Dzori t'em) یک اسقف‌نشین کلیسای حواری ارمنی می‌باشد که استان وایوتس‌جور ارمنستان را در بر می‌گیرد.